# Habitatge al carrer Santa Eulàlia, 155 (l'Hospitalet de Llobregat)
L'habitatge al carrer Santa Eulàlia número 155 de l'Hospitalet de Llobregat (Barcelonès) és un edifici d'estil racionalista protegit com a bé cultural d'interès local.

## Descripció
Edifici de planta baixa i tres pisos fent xamfrà. En tot l'edifici hi ha un joc de volums: una façana té més alçada que l'altre, en una façana hi ha una tribuna central, els balcons fan l'angle de la cantonada... Totes les obertures són rectangulars i les dues façanes estan coronades amb una cornisa. El parament està arrebossat i pintat i les baranes dels balcons són de ferro.